# Östra Limsjaure
Östra Limsjaure är en sjö i Arjeplogs kommun i Lappland och ingår i Piteälvens huvudavrinningsområde. Sjön har en area på 0,144 kvadratkilometer och ligger 438,2 meter över havet.

## Delavrinningsområde
Östra Limsjaure ingår i det delavrinningsområde (737324-161008) som SMHI kallar för Utloppet av Akajaure. Medelhöjden är 590 meter över havet och ytan är 14,86 kvadratkilometer. Det finns ett avrinningsområde uppströms, och räknas det in blir den ackumulerade arean 16,69 kvadratkilometer. Piteälven (Bigren) som avvattnar avrinningsområdet har biflödesordning 2, vilket innebär att vattnet flödar genom totalt 2 vattendrag innan det når havet efter 221 kilometer. Avrinningsområdet består mestadels av skog (56 procent) och kalfjäll (31 procent). Avrinningsområdet har 1,92 kvadratkilometer vattenytor vilket ger det en sjöprocent på 12,9 procent.